# موترسهولتس
موترسهولتس (به فرانسوی: Muttersholtz) یک کمون در فرانسه با جمعیت ۱٬۹۰۸ نفر است که در Canton of Marckolsheim واقع شده‌است.